# Mainichi Broadcasting System
Mainichi Broadcasting System, Inc. (株式会社毎日放送 Kabushiki-gaisha Mainichi Hōsō,  Công ty cổ phần Mainichi Broadcasting System, viết tắt là MBS) là một công ty phát thanh và truyền hình đặt trụ sở tại Osaka, Nhật Bản, có liên kết với Japan Radio Network (JRN), National Radio Network (NRN), Japan News Network (JNN) và TBS Network, cung cấp dịch vụ tại khu vực Kinki.
Công ty này sở hữu một đài truyền hình là MBS TV (MBSテレビ) và một đài phát thanh là MBS Radio (MBSラジオ). MBS cũng là một trong các cổ đông chính của những mạng lưới sau: Tổng công ty Tokyo Broadcasting System (TBS HD), Tập đoàn Truyền hình RKB Mainichi, Công ty cổ phần BS-TBS, Công ty cổ phần i-Television, Công ty TNHH TV-U Fukushima, Công ty TNHH Hiroshima Home Television, Công ty cổ phần WOWOW và Công ty TNHH FM 802.